# Park Theatre (Estes Park)
Pour les articles homonymes, voir Park Theatre.
Le Park Theatre est une salle de cinéma américaine située à Estes Park, au Colorado. Il est inscrit au Registre national des lieux historiques depuis le 14 juin 1984.